# Cabera glabra
Cabera glabra är en fjärilsart som beskrevs av W. Warren 1904. Cabera glabra ingår i släktet Cabera och familjen mätare. Inga underarter finns listade i Catalogue of Life.